# Linia kolejowa Żukowka – Rosław
Linia kolejowa Żukowka – Rosław – linia kolejowa w Rosji łącząca stację Żukowka ze stacją Rosław I. Zarządzana jest przez region briański Kolei Moskiewskiej (część Kolei Rosyjskich).
Linia położona jest w obwodach briańskim i smoleńskim. Na całej długości jest niezelektryfikowana i jednotorowa.

## Historia
Linia została otwarta 12 listopada?/24 listopada 1868 jako fragment Kolei Orłowsko-Witebskiej. Początkowo linia leżała w Imperium Rosyjskim, następnie w Związku Sowieckim. Od 1991 znajduje się w granicach Rosji.

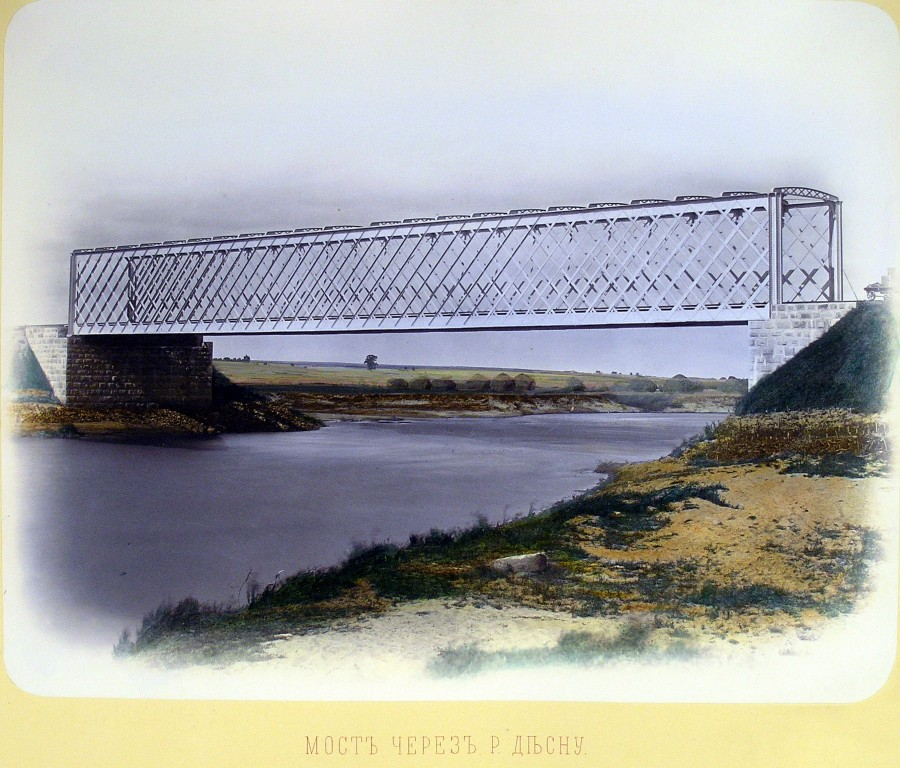
Most nad Desną (przed 1917)
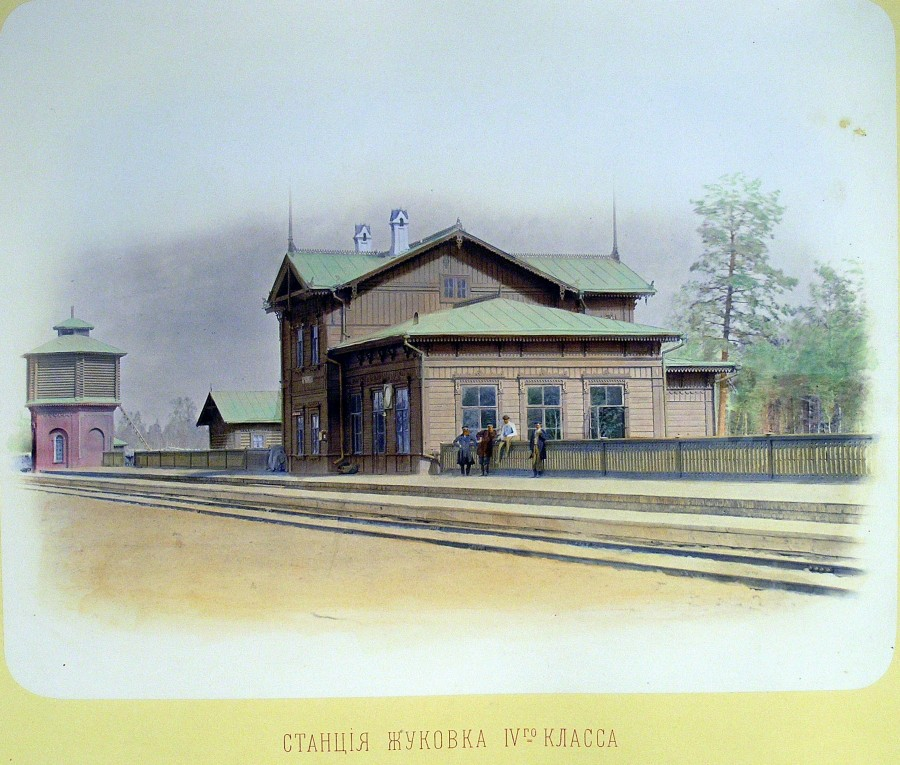
Stacja Żukowka (przed 1917)